# Oberufhausen
Das Dorf Oberufhausen gehört zur hessischen Marktgemeinde Eiterfeld im nördlichen Teil des Landkreises Fulda.
Oberufhausen erstreckt sich südwestlich des 630 Meter hohen Soisberges an dem Fluss Sauer.

## Geschichte
Der Ort wird urkundlich in einem um 1015 entstandenen Zinsregisters des Klosters Fulda erstmals als „Ufhusen“ erwähnt. Im Jahr 1332 wurde das Dorf als Oberufhausen bezeichnet, um es von dem etwa einen Kilometer entfernten  Unterufhausen zu unterscheiden. Es gab zwei Burgen in Oberufhausen.
Ufhausen entstand am 1. April 1958 durch Zusammenschluss der größeren Gemeinde Oberufhausen mit dem kleineren Unterufhausen. Am 1. August 1972 kam die Gemeinde Ufhausen zu Eiterfeld. 

## Sehenswürdigkeiten
- Katholische Kirche St. Laurentius
- Reste der Burgbefestigung